# Rue Jules-Dupré
Pour les articles homonymes, voir Dupré.
La rue Jules-Dupré est une voie du 15e arrondissement de Paris, en France.

## Situation et accès

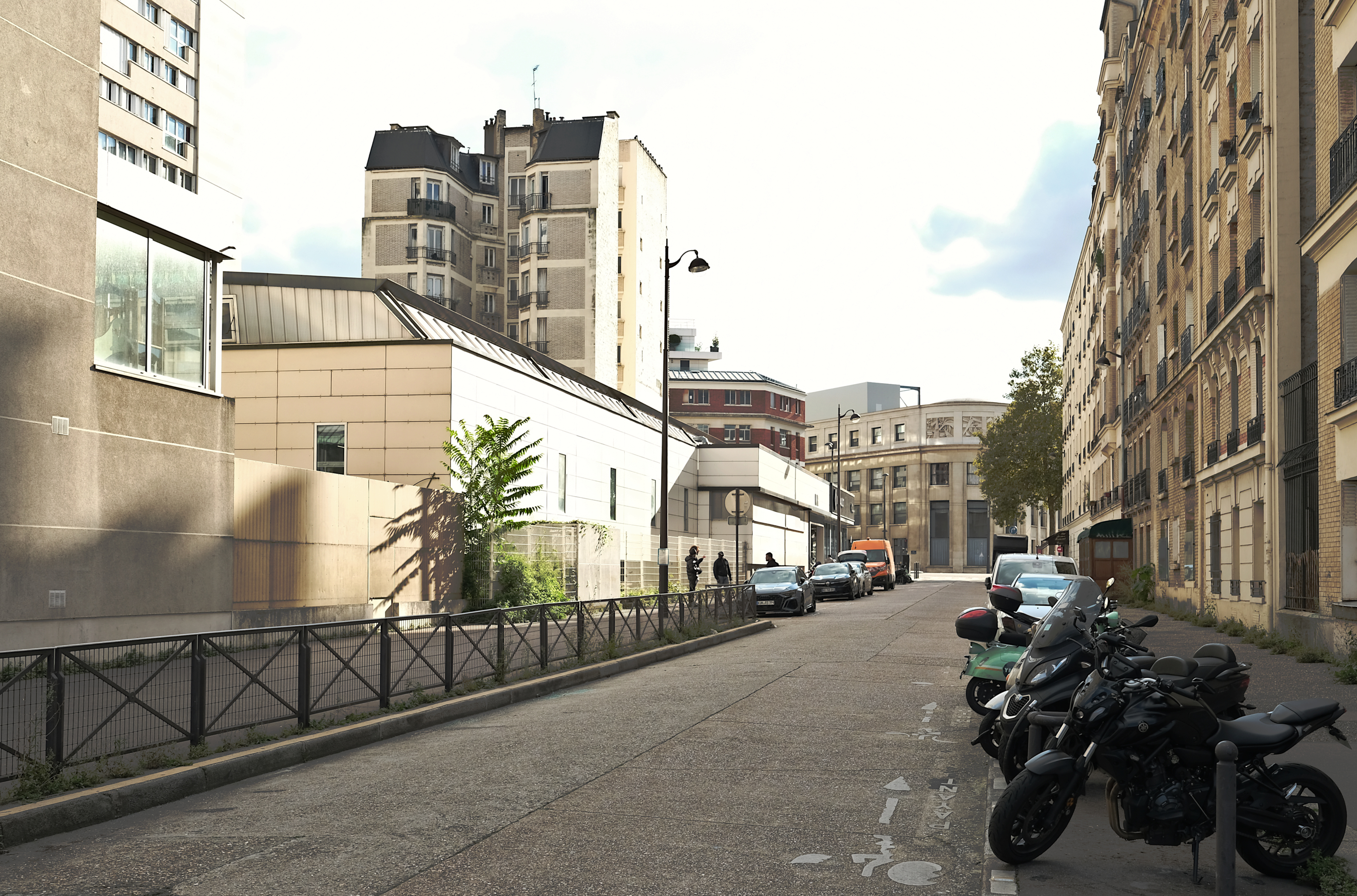
La rue Jules-Dupré, et en arrière-plan le boulevard Lefebvre.

La rue Jules-Dupré est une voie publique située dans le 15e arrondissement de Paris. Elle débute au 4-8, rue des Périchaux et se termine au 93, boulevard Lefebvre.

## Origine du nom
Cette voie doit son nom à Jules Dupré (Nantes, 5 avril 1811 – L'Isle-Adam, 6 octobre 1889), peintre paysagiste français apparenté à l'École de Barbizon.

## Historique
Cette voie est ouverte par la Ville de Paris lors de la création des abattoirs de la rive gauche et prend sa dénomination actuelle le 2 août 1899.